# 小行星78816
小行星78816（78816 Caripito）是一颗绕太阳运转的小行星，为主小行星带小行星。该小行星于2003年8月4日发现。
該小行星以委內瑞拉的城鎮卡里皮托命名。

## 轨道参数
小行星78816的轨道半长轴为3.1347016 UA，离心率为0.230。